# Cyclophora azorensis
Cyclophora azorensis é uma espécie de insetos lepidópteros, mais especificamente de traças, pertencente à família Geometridae.
A autoridade científica da espécie é Prout, tendo sido descrita no ano de 1920.
Trata-se de uma espécie presente no território português.